# Cuangar
Cuangar è una municipalità dell'Angola appartenente alla provincia di Cuando Cubango. Ha 21.519 abitanti (stima del 2006) ed una superficie di 18.917 km².
Il capoluogo è Cuangar.